# Lola Cars
Lola Cars International Ltd. a fost o companie britanică de inginerie de mașini de curse, care a funcționat din 1958 până în 2012. Compania a fost fondată de Eric Broadley în Bromley, Anglia (apoi în Kent, acum parte din Londra Mare), înainte de a se muta la noul sediu din Slough, Buckinghamshire și în cele din urmă în Huntingdon, Cambridgeshire, și a rezistat timp de mai bine de cincizeci de ani pentru a deveni unul dintre cei mai vechi și mai mari producători de mașini de curse din lume. Lola Cars a început prin a construi mașini sport mici cu motor frontal, înainte de a se diversifica într-o gamă mai largă de autovehicule sport.

## Istoric în Formula 1
Lola s-a împotrivit să-și facă o „echipă de uzină” în Formula 1 timp de mulți ani, mulțumindu-se să construiască mașini în numele altor participanți. Prima „echipă de uzină” pentru Lola a intrat în 1997, ducând direct la colapsul financiar al companiei.

### Bowmaker și Parnell
Lola a făcut prima sa apariție în Formula 1 în 1962, furnizând mașini Lola Mk4 echipei lui Reg Parnell, Bowmaker-Yeoman Racing Team, cu John Surtees și Roy Salvadori ca piloți. O măsură a succesului a fost imediată, mașina lui Surtees obținând pole position în prima sa cursă de Campionat Mondial dar, deși echipa a marcat puncte în repetate rânduri, victoriile în cursele de campionat au ocolit echipa. După retragerea lui Bowmaker, Parnell a continuat să ruleze mașinile. Bob Anderson a oferit ultima victorie pentru Mk4, în Marele Premiu al Romei din 1963, o cursă care nu făcea parte din campionat. Obiectivele, însă, nu au fost atinse și, după doar două sezoane, Lola a abandonat pentru moment mașinile de Formula 1.